# Società Nazionale Ferrovie e Tramvie
La Società Nazionale Ferrovie e Tramvie (SNFT) era una società di trasporti pubblici ferroviari, tranviari e automobilistici.
Nel corso della sua esistenza gestì le reti tranviarie interurbane di Parma, Cremona e Piacenza e le ferrovie Brescia-Iseo-Edolo, Cremona-Iseo e Orbetello-Porto Santo Stefano.
La società cessò l'esercizio delle sue attività al termine del 1992. Il ramo d'azienda ferroviario confluì nella Ferrovie Nord Milano Esercizio SpA, mentre quello relativo ai trasporti automobilistici entrò nel capitale della FNMA.

## Storia

### L'epoca delle tranvie
Fu fondata a Milano il 1892 con la denominazione di Società anonima nazionale di tramways e ferrovie. Lo scopo primario della società fu quello di ottenere le concessioni per la costruzione e l'esercizio delle tranvie della provincia di Parma. Tra il 1892 e il 1895 costruì la Parma-Langhirano, la Parma-San Secondo-Zibello-Busseto, la Parma-Soragna-Busseto e la Soragna-Borgo San Donnino.
Dopo il 1896 la società entrò in una serie di crisi finanziarie, dal quale uscì solamente tre anni dopo con l'ingresso della banca Manzi & C. come socio di maggioranza. Fu in quell'anno che si trasferì la sede della società da Parma a Roma e vi è testimonianza della denominazione definitiva in Società Nazionale Ferrovie e Tramvie (SNFT). La situazione finanziaria fu stabilizzata a tal punto che si poterono effettuare studi su possibili allargamenti. Il 20 maggio 1899, la società subentrò alla Società tranvie nella provincia di Cremona, controllata dalla Banca Manzi, nelle concessioni della rete provinciale, costituita dalle seguenti linee:
- Tranvia Cremona-Ostiano
- Tranvia Cremona-Casalmaggiore
- Tranvia Casalmaggiore-Ponte Majocche
- Tranvia Ca' de Soresini-San Giovanni in Croce
- Tranvia Cremona-Asola

Nel 1900 la SNFT acquisì la maggioranza della Compagnie des tramways à vapeur de la province de Plaisance che gestiva alcune linee tranviarie del piacentino, come la Piacenza-Pianello, la Piacenza-Lugagnano e la Cremona-Lugagnano; tale società nel 1906 mutò la propria denominazione in Società Italiana Ferrovie e Tramvie.

### L'approdo nel mercato ferroviario

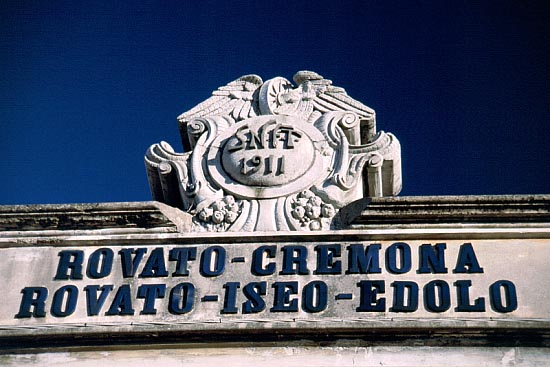
L'insegna SNFT presso la stazione di Rovato Borgo

Agli inizi del XX secolo, la società manifestò l'interesse ad allargarsi anche nel mercato delle ferrovie secondarie. Fu in quel periodo che la società ottenne la concessione per l'esercizio della linea ferroviaria Iseo-Edolo, costruita tra il 1905 e il 1909. Nell'ottobre del 1907, grazie ad un accordo con le Ferrovie dello Stato (FS), la Società ottenne l'esercizio della Brescia-Iseo.
Tra il 1908 e il 1909, la società ottenne anche la concessione per la ferrovia Orbetello-Porto Santo Stefano e l'appalto per la costruzione della Pontassieve-Borgo San Lorenzo, che furono aperte all'esercizio nel 1913.
Nel 1911 fu aperta la Iseo-Rovato, linea completamente separata dalla Brescia-Iseo: fu ritenuta infrastruttura necessaria allo sviluppo del traffico merci della Val Camonica, visto l'inadeguato armamento dell'altra linea e del passaggio di questa sulla collina di Monterotondo. I vantaggi del traffico ferroviario rispetto a quello tranviario convinsero la SNFT a puntare alla costruzione di una ferrovia che collegasse Rovato a Cremona, passando per alcuni centri del cremonese. Il primo tratto, da Soresina a Soncino, fu inaugurato il 25 novembre 1914.
Durante la prima guerra mondiale, la SNFT decise di uscire dal mercato tranviario: le linee parmensi furono cedute al gruppo Giuseppe Muggia e alla Banca Italiana di Sconto, mentre quelle cremonesi furono cedute alla provincia
La crisi delle materie prime del dopoguerra, costrinse la SNFT a non poter proseguire celermente i lavori sulla Soresina-Cremona, che fu inaugurata solo il 2 gennaio 1926. Tuttavia, nel marzo 1923, di fronte alla proposta del regime fascista di privatizzare le ferrovie, essa offrì la propria disponibilità ad assumere la gestione di diverse linee statali lombarde, emiliane e toscane. Costituì a tal proposito la Società Anonima Ferrovie Lombarde che ebbe vita breve a seguito del cambiamento dei programmi del governo in materia ferroviaria.
La Cremona-Iseo fu completata nel 1932 con l'apertura del tratto mancante da Rovato a Soncino.
La seconda guerra mondiale portò distruzione anche sulle linee della Società. La Orbetello-Santo Stefano risultò talmente danneggiata che si decise di attivare un servizio automobilistico sostitutivo, mentre la Brescia-Iseo poté essere riaperta già alla fine del 1945. La Cremona-Iseo, invece, dovette attendere il ripristino del ponte sull'Oglio e fu riaperta solo durante il 1950.
Con la ripresa delle attività al termine del conflitto bellico, la situazione economica della società fu contrassegnata da una costante serie di disavanzi d'esercizio che caratterizzò la gestione fino al termine della concessione della Brescia-Iseo-Edolo. Nel 1949, si decise di costituire una società specifica per il servizio su strada: la Società Nazionale Ferrovie, Tranvie e Autolinee (SNFTA). Dopo un inizio confortante, nel 1955 la società fu inglobata nella SNFT a causa dell'incapacità di far fronte agli interessi passivi sui finanziamenti richiesti per l'acquisizione degli autobus.
Allo scopo di rendere più veloce il servizio sulle sue linee sociali, negli anni cinquanta l'amministrazione avviò il processo di dieselizzazione, acquisendo materiale usato dalle FS, principalmente automotrici ALn 56 e derivate, e dalla FIAT la An 70.231, detta "Faruk", che per un certo periodo fu riconosciuta come emblema della Brescia-Edolo.
Grazie alla L. 2 agosto 1952, n. 1221, con la quale lo Stato avrebbe finanziato le linee ferroviarie in concessione, la SNFT poté presentare un piano di ammodernamento della Brescia-Iseo-Edolo alla commissione interministeriale incaricata. Fu in quella sede che la società chiese di sopprimere il servizio sulla Rovato-Soncino-Soresina-Cremona, in quanto intenzionata a finanziare parte del progetto con l'alienazione delle proprietà lungo quella linea. L'esercizio di questa linea fu soppresso nel 1956 e sostituito con autoservizi sempre gestiti dalla Società Nazionale.

### Tentativi di rilancio della Brescia-Iseo-Edolo e la liquidazione societaria
All'inizio degli anni sessanta, il volume del traffico passeggeri e la crescita di quello merci sulle linee rimaste, convinse la Società Nazionale ad investire in nuovo materiale: dalla Breda furono acquistate delle ALn 668 simili alla serie 2400 delle FS, adeguate alle specifiche richieste dalla SNFT e immatricolate come An 68, e le locomotive Cne.
Alla fine del 1963 la società completò il cosiddetto Tronco Ovest della stazione di Brescia: un piazzale di tre binari con pensilina per l'arrivo e la partenza dei treni della linea camuna. L'opera utilizzò un brevetto della Società nazionale: i binari del nuovo piazzale furono posati su un fondo in cemento e furono sostenuti da traversine dello stesso materiale.
Nel 1975, la società decise di sopprimere il traffico passeggeri sulla Iseo-Rovato. In precedenza, dagli anni sessanta su questo breve tronco era rimasta attiva solo una coppia di corse in concomitanza con le entrate e le uscite scolastiche.
Il traffico merci registrò una crescita fino al 1966, quando iniziò un declino apparentemente inesorabile. Solo grazie l'austerity e all'effetto trainante delle industrie del ferro vallive che dal 1973 fino al 1977 si vide una ripresa del trasporto merci e viaggiatori che spinse la Società Nazionale a rinnovare il materiale rotabile acquistando nuove ALn 668 sul finire del decennio e all'inizio di quello successivo. Tuttavia a partire dal 1978 si aprì una nuova fase di declino e le incertezze sulla scadenza della concessione, che sarebbe avvenuta il 14 maggio 1987, limitarono gli investimenti sull'infrastruttura al rinnovamento dell'armamento tra Brescia e Iseo e del ponte sul Mella presso Borgo San Giovanni.
Terminata la concessione della Brescia-Iseo-Edolo, fu rilasciata una proroga trimestrale, poi rinnovata altre due volte, alla Società Nazionale. Nel dicembre del medesimo anno si costituì il Consorzio Brescia Nord con conferimento di capitale da parte delle Ferrovie Nord Milano, in quota maggioritaria, della SNFT e della Provincia di Brescia. Il 14 febbraio 1988 la concessione fu rinnovata al nuovo consorzio fino al 13 maggio 1997.
Nel 1992 la Società fu sciolta. Il suo patrimonio, comprensivo del pacchetto d'azioni che essa possedeva del Consorzio, passò alle Ferrovie Nord Milano SpA. Il ramo d'azienda ferroviario è stato incorporato nelle Ferrovie Nord Milano Esercizio (FNME), mentre quello automobilistico nelle Ferrovie Nord Milano Autoservizi (FNMA).

## Materiale rotabile

### Tram della rete parmigiana
Sulla rete tranviaria parmense a vapore prestarono servizio tre gruppi di locomotive, così ripartiti:
- 1÷14[22]: costruzione Breda 1893, rodiggio B, 30 km/h;
- 15: costruzione Orenstein & Koppel 1902, rodiggio B, 30 km/h;
- 16÷19: costruzione Henschel 1907, rodiggio B, 30 km/h;
- 20÷24: costruzione Henschel 1910-12, rodiggio B, 30 km/h.

Le locomotive Breda furono consegnate nel biennio 1892-1893 in un gruppo omogeneo di quattordici esemplari; si trattava di motrici da 52 kW con interasse di 1400 mm; peculiarità dell'esemplare n. 4 "Busseto" era la presenza dei doppi organi di trazione e repulsione per l'esercizio sul raccordo di Parma e su quello di Montecchio Emilia.
Nel 1902 acquisì la quindicesima unità, battezzata n. 15 "Giuseppe Verdi" della Orenstein & Koppel (n. di costruzione 975/1902) con massa a vuoto leggermente superiore a quella delle Breda, che nel 1911 fu trasferita sulla rete cremonese.
Le locomotive Henschel furono risultato di più ordinazioni: nel 1907 e 1908 vennero consegnate in totale quattro unità del tipo "Tyras" da 60 kW, mentre nel 1910 e 1912 arrivarono in totale cinque unità del tipo "Trude", da 97 kW.

### Tram della rete cremonese
La società ereditò il materiale rotabile dalla Società Tramvie della Provincia di Cremona che a sua volta le aveva ereditate dalle precedenti concessionarie della rete interurbana cremonese: si trattava di un parco formato da locomotive a vapore, carrozze a due assi e vetture per la trazione animale.
Quasi tutte le locomotive erano atte allo uso stradale: sei Henschel & Sohn, una Anjubault e una Krauss. Non mancò una locomotiva di tipo ferroviario, già acquistata usata dai precedenti concessionari, prodotta dalla Cerimedo & C..
Nel corso della sua attività, fu dismessa la motrice ferroviaria della Cerimedo che fu sostituita da una Krauss acquistata dalla Societé Anonyme de Tramways du Nord de Naples (TN) che aveva in concessione le tranvie di Capodimonte. Furono acquistate anche altre due locomotive Henschel & Sohn e due Borsig. Nello stesso periodo le vetture utilizzate nelle tranvie a cavalli furono riadattate alla trazione meccanica. Nel 1911, la SNFT fece trasferire dalla rete tranviaria parmigiana la locomotiva "Giuseppe Verdi" di costruzione Orenstein & Koppel.

### Automotrici a vapore
La SNFT ordinò alle Costruzioni Meccaniche di Saronno due automotrici a vapore. Costruite su licenza della Kessler di Esslingen, ebbero un rodiggio di tipo B, una distribuzione Walschaerts e furono dotate di bagagliaio.
Giunsero al deposito di Iseo nel 1907 per essere impiegate sulla Brescia-Iseo appena rilevata dalle FS. Nel 1911, con l'apertura della Iseo-Rovato e del raccordo fra la stazione di Bornato-Calino e quella di Paderno Franciacorta, furono assegnate al servizio fra le due località. Durante la prima guerra mondiale, espletarono le brevi corse fra Bornato e Rovato Ferrovia, quindi dal 1931 furono spostate sulla Orbetello-Porto Santo Stefano dove conclusero il loro servizio nel 1940.

### Locomotive a vapore
Gruppo 1

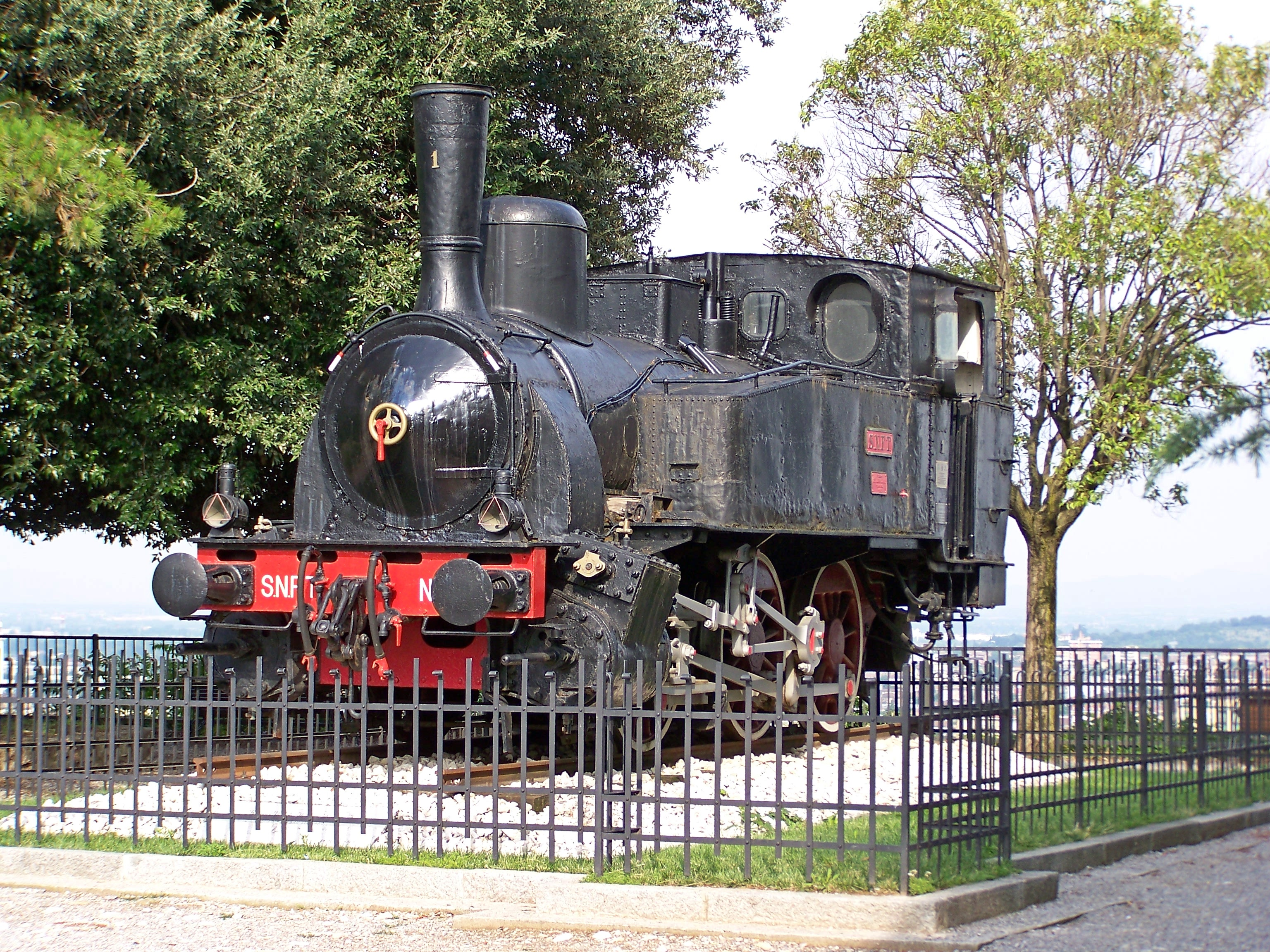
Il primo esemplare del gruppo 1, monumentato a Brescia

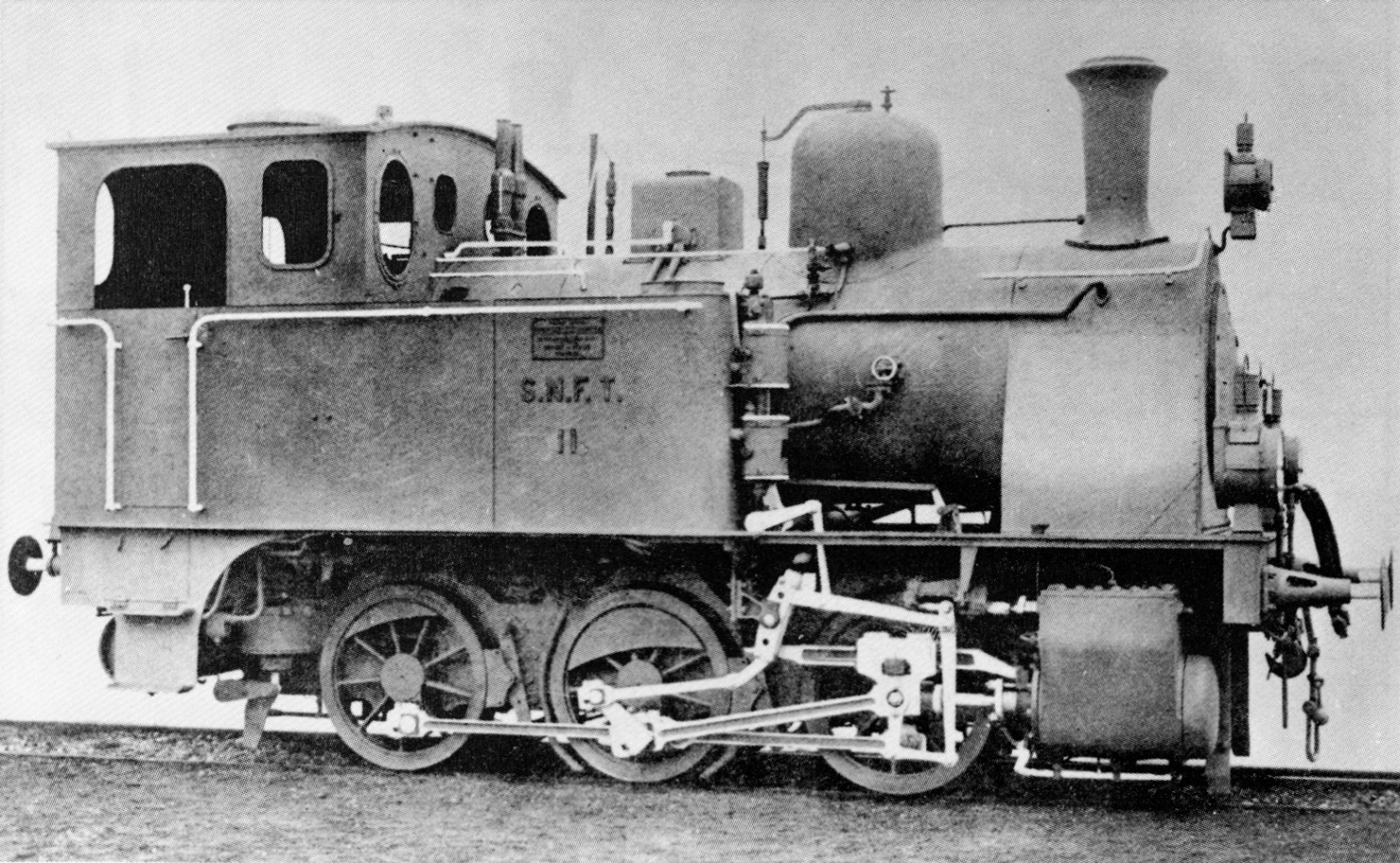
La locomotiva 11 prodotta dalla OM

Le locomotive del gruppo 1, immatricolate nella serie 1-7, furono ordinate alla Costruzioni Meccaniche di Saronno per l'esercizio sulla Iseo-Edolo. Di rodiggio C con distribuzione Allan a cassetti semplici e due cilindri gemelli orizzontali, avevano una potenza di 220 kW. Erano dotate sia dei freni di stazionamento sia di quelli Westinghouse.
Entrarono in servizio nel 1907 e furono subito impiegate lungo tutto la linea per il trasporto passeggeri, mentre per quello merci il loro utilizzo fu limitato sulla Brescia-Breno. Tra il 1912 e il 1920 furono spostate sulla Orbetello-Porto Santo Stefano, per poi tornare al deposito di Iseo ed essere impiegate sulla relazione Iseo-Rovato con qualche estensione per Cremona. Passarono indenni la seconda guerra mondiale: la 1 fu radiata nel 1960 ed è stata monumentata presso il Castello di Brescia, le altre uscirono di servizio nel 1965.
Gruppo 50
L'esigenza di avere locomotive più potenti spinse la SNFT ad ordinare alla Borsig sette macchine di tipo Mallet da impiegare per il servizio merci, in sostituzione di un numero pari di locomotive prese a noleggio della FS all'inizio dell'attività. Il rodiggio fu B'B', mentre la distribuzione fu di tipo Walscharts a quattro cilindri esterni a doppia espansione.
Cinque di esse entrarono in servizio nel febbraio 1909, le altre due nel maggio seguente. Negli anni successivi alcuni modelli furono impiegati sulla linea di Orbetello. Furono tutti radiati nel 1958.
Gamba de legn

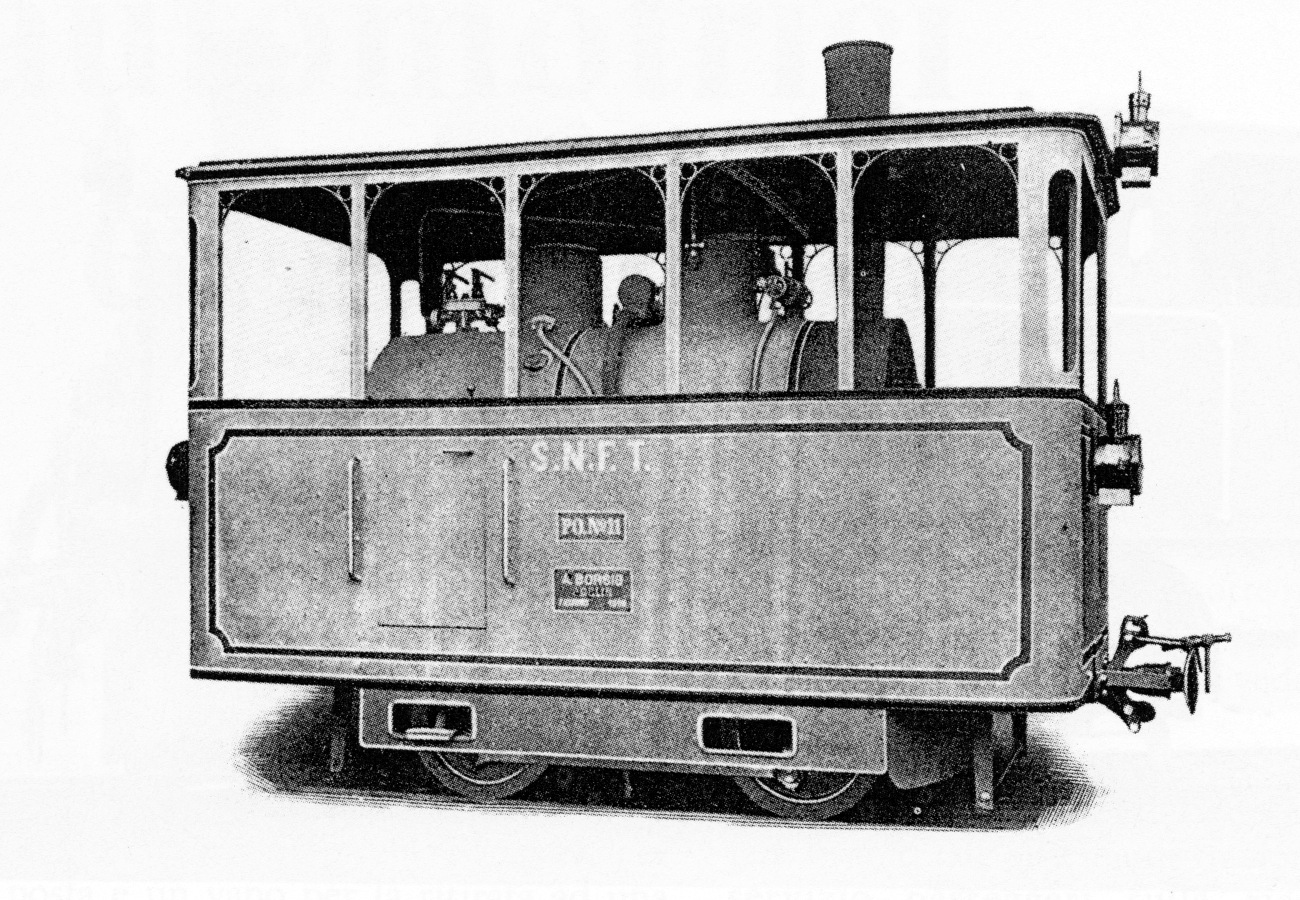
La locomotiva "Gamba de legn" 11

La SNFT ordinò alla Borsig anche due locomotive a vapore di tipo tranviario (Gamba de legn) con rodiggio B, per impiegarle nel traino di treni adatti all'armamento leggero della Brescia-Monterotondo-Iseo. Entrate in servizio nel 1909, furono radiate nel 1937.
Gruppo 20
La SNFT programmò il trasferimento del gruppo 1 sulla Orbetello-Santo Stefano al momento dell'apertura di quest'ultima linea. Avendo bisogno di nuove locomotive, più potenti, ordinò alla Borsig altre quattro macchine di tipo Mallet, che furono immatricolate nella serie 21-24 e che furono impiegate sulla Brescia-Iseo-Edolo.
Durante la prima guerra mondiale, queste locomotive trainarono i convogli di truppe ed armamenti per il fronte dell'Adamello. Nel secondo dopoguerra furono relegate al trasporto di merci per poi essere sostituite in questo compito dai Cne agli inizi degli anni sessanta.
Furono radiate tra il 1961 e il 1963.
Gruppo 10
Le locomotive del gruppo 10 nacquero al fine di disimpegnare il traffico sul tronco padano della SNFT: la Soncino-Soresina.
Furono ordinate tre macchine aventi rodiggio C: la prima fu costruita dalle Officine Meccaniche di Milano, mentre le altre due furono approntate dalla Borsig. Giunsero al deposito di Iseo nel febbraio 1914 per poi essere spostate a Soresina dove rimasero fino al 1921. In quell'anno furono spostate ad Orbetello per sostituire le locomotive del gruppo 1 che erano state rimandate ad Iseo. Nel 1940 ritornarono a Soresina occupandosi del traffico di tipo misto sulla Rovato-Cremona.
Nel 1943 la SNFT decise di accantonare la locomotiva 12; le altre due lo furono sette anni dopo con l'avvento delle automotrici diesel.
Gruppo 30
Fu un gruppo, composto da tre locomotive, costruito dalle Officine Meccaniche milanesi che entrò in servizio nel 1925. La documentazione presente nell'archivio SNFT risulta insufficiente: non si conoscono caratteristiche tecniche e impieghi, sebbene da alcune testimonianze raccolte da Albertini & Cerioli (1994) risulta che furono impiegate sulla Soresina-Cremona. Furono radiate nel 1950 con l'avvento delle automotrici diesel.
Gruppo 40
Le tre locomotive del gruppo 40 caratterizzarono la Cremona-Iseo, dato che ad esse fu assegnato il compito di trainare tutti i convogli passeggeri della linea.
Di rodiggio C, furono costruite dalle Officine Meccaniche di Milano ed entrarono in esercizio nel 1933. Con l'avvento delle automotrici diesel furono relegate ai servizi di manovra presso le stazioni di Iseo e Borgo San Giovanni. Furono radiate nel 1964.

### Automotrici ALn 56 e derivate
An 64

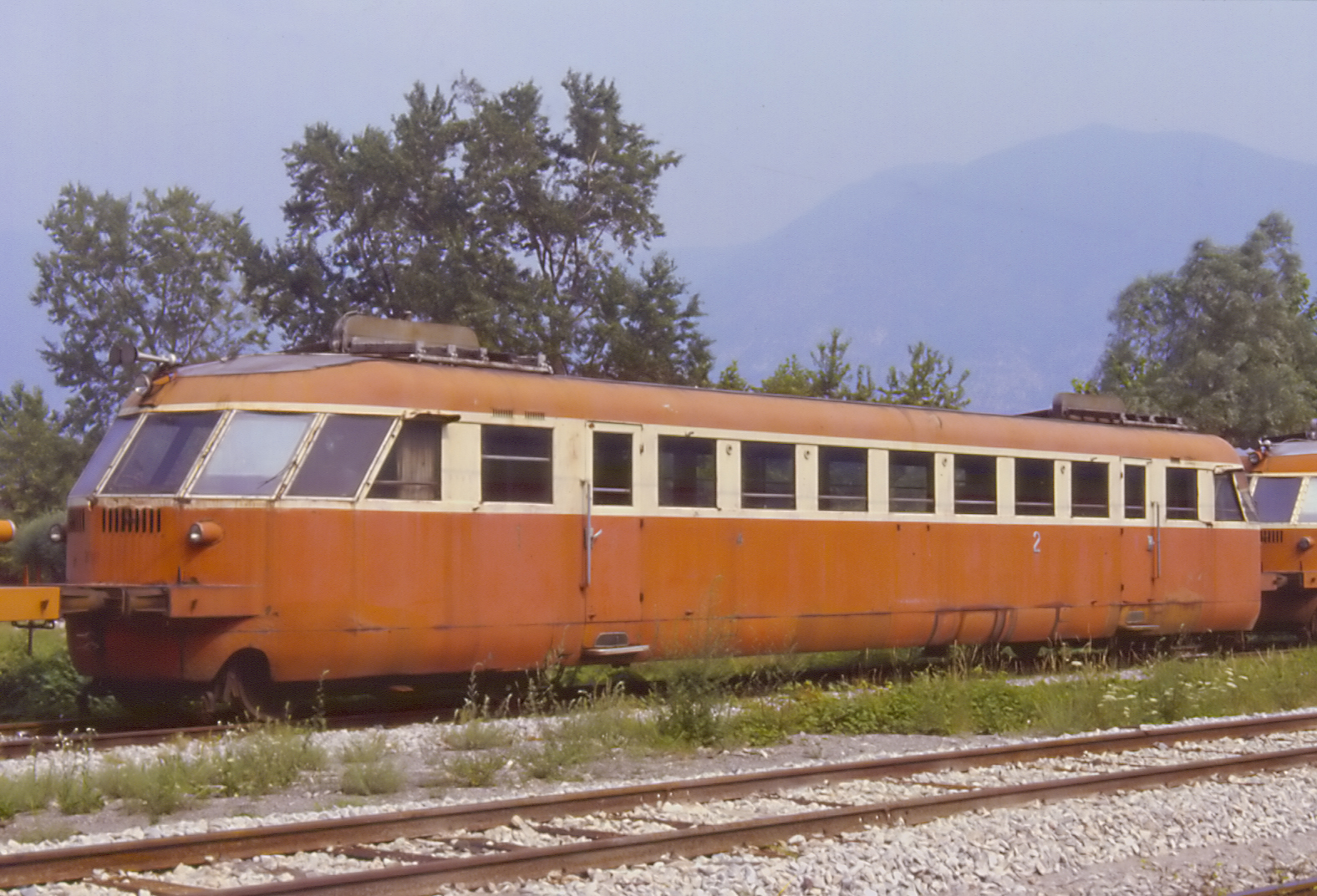
Automotrice An 64

Nel 1949 la SNFT acquistò dalle FS quattro automotrici ALn 56 serie 2000, rispettivamente la 2001, la 2006, la 2009 e la 2010. Furono prodotte dalla Breda nel 1935 e dotate di estetica diversa dalle omologhe prodotte dalla Fiat.
La stessa Breda le ristrutturò prima che fossero trasferite al Deposito di Iseo, dotandole di propulsori AEC a sei cilindri che erogavano una potenza di 90 kW. I quattro esemplari erano dotati di otto posti di prima classe e cinquantasei di seconda, per cui furono immatricolate come An, acronimo per Automotrice a nafta, 64. Entrarono in servizio il 18 aprile 1950; la presentazione al pubblico avvenne il 14 maggio seguente.
In origine, la colorazione era di verde vagone, per la fascia dei finestrini lato passeggeri, per la parte bassa del frontale e per l'imperiale, e di verde pisello per il resto della fiancata, il tetto e i finestrini della parte frontale. In seguito fu introdotta una variante in verde pisello su tutta la carrozzeria ad eccezione della fascia dei finestrini, la quale fu colorata in beige. Nel 1962 la livrea fu unificata a quella delle automotrici An 68, per cui la carrozzeria fu colorata in giallo di marte, ad eccezione della fascia dei finestrini in beige.
Tali mezzi furono impiegati nella relazione diretta fra Brescia ed Edolo fino al 1980, quando furono sostituiti dalle ALn 668 acquistate in quel periodo. Furono dismesse nel 1982 e nel 1983, per essere in seguito demolite nella seconda metà degli anni novanta.
AnDu 28
Si trattavano delle unità FS ALDUn 28 1001, 1003 e 1004 acquistate nel 1950 dalla Fiat, che a sua volta le aveva riacquistate dalle FS. La SNFT ebbe bisogno di automotrici in grado di svolgere tutti i servizi in composizione singola per impiegarle sulla Cremona-Iseo appena ricostruita e le ALDUn erano adatte allo scopo. In origine esse erano ALn 56, serie 1000, costruite dalla casa torinese e trasformate nel 1939 per essere dotate di bagagliaio e di compartimento postale. Di conseguenza erano dotate di 28 posti, da cui il nuovo nome. Furono ricolorate di verde pisello, con carenatura verde vagone e finestratura beige azalea.
Potenza e rodiggio erano identici alle ALn 56 originarie, essendo dotate di due motori Fiat 355 C. Entrarono in servizio il 30 novembre 1951 e furono immatricolate come AnDu 28.201-203.
Vennero impiegate anche sulla Iseo-Rovato Borgo e sulla Brescia-Iseo. Nel 1955, l'unità 203 fu distrutta da un incendio, mentre le altre due furono radiate nel 1960.
An 60
Nel 1953 furono acquistate dalle FS altre due ALDUn 28, la 1007 e la 1008. Le maestranze di Iseo le rielaborarono eliminando il vano bagagli in modo da ricavare 60 posti a sedere. Furono revisionati anche i motori.
Immatricolate come An 60.211-212, entrarono in servizio nel 1955 per essere impiegate sulla relazione Iseo-Cremona e, dopo la chiusura della Rovato-Cremona, anche sulla Brescia-Breno. In alcuni casi furono accoppiate alle An 64 per l'espletamento dei diretti Brescia-Edolo.
Furono accantonate nel 1960 e demolite nel 1980.
An 48
Nel 1955 la Società Nazionale acquistò dalla SAIET, che eserciva la tranvia Pisa-Pontedera/Calci, le unità ANz 602-604. Erano automotrici assimilabili alle ALn 56, ma erano più corte, dotate di un solo motore tipo 356 C e con una capienza di 48 posti.
Revisionate dalle officine di Iseo, furono immatricolate come An 48.221-223 e colorate nella tonalità verde pisello con finestratura in beige azalea. Vennero impiegate pochissimo a causa delle limitate prestazioni dell'unico motore e della mancanza di una separazione fissa fra i posti di guida e il compartimento viaggiatori. Furono accantonate nel 1960, mentre la loro demolizione si verificò nel 1980.

### Automotrice An 70.231

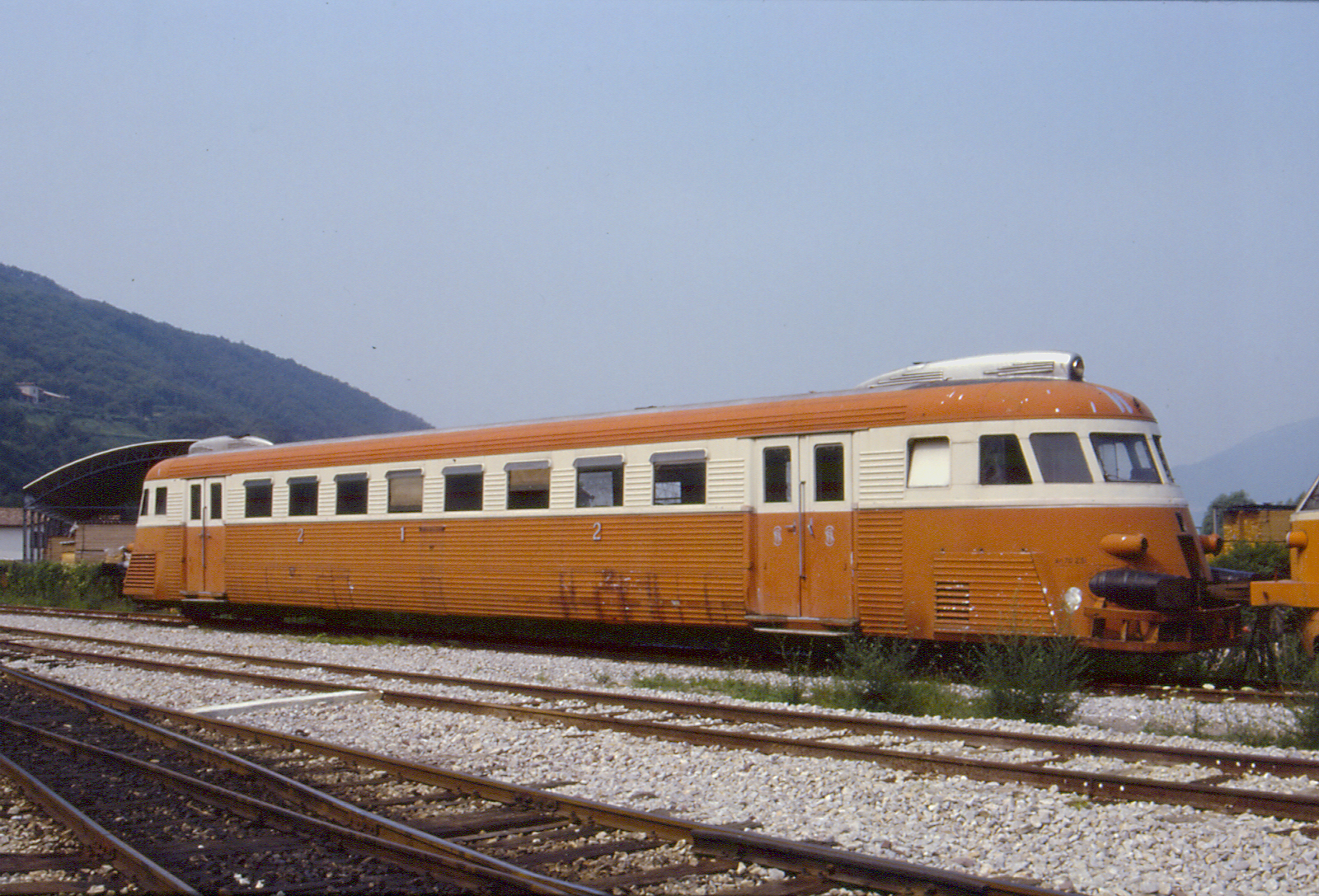
Automotrice An 70

La Fiat costruì negli anni cinquanta un'automotrice a cassa in lega leggera e motori orizzontali che derivò da un prototipo realizzato nella seconda guerra mondiale: la L 103.
Fu ceduta alla SNFT che la mise in servizio il 17 aprile 1958, immatricolandola come An 70.231 in quanto dotata di otto posti in prima classe, cinquantasei in seconda e sei strapuntini. Fu denominata informalmente anche come Faruk per la sua assomiglianza con l'automotrice doppia fornita dalla società torinese al re d'Egitto. Fu impiegata per il servizio regolare fino alla prima metà degli anni settanta e quindi accantonata definitivamente nel 1978. Fu demolita nella seconda metà degli anni novanta.

### Automotrici ALn 68, 668 e 663
An 68

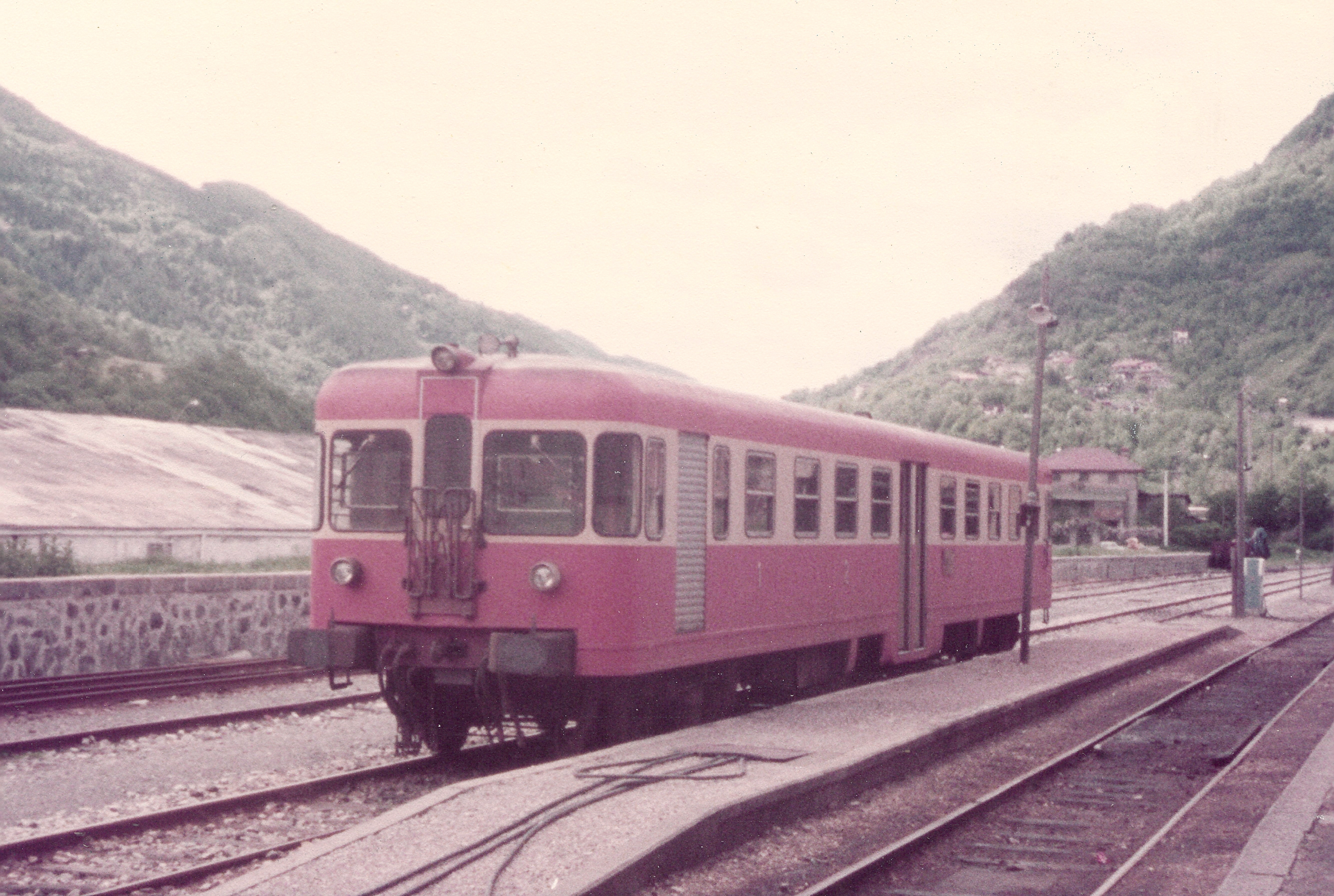
Automotrice An 68, in seguito ALn 668 serie 110

Alla fine degli anni cinquanta, la SNFT avvertì la necessità di sostituire le AnDu 28, le An 60 e le An 48, che avevano mostrato parecchi problemi in servizio, con mezzi nuovi. Ordinò quindi alla Breda quattro automotrici analoghe alle ALn 668 serie 2400 delle FS.
A differenza delle omologhe FS, i mezzi SNFT erano dotati del dispositivo uomo morto, di intercomunicanti a cancelletto anziché a soffietto ed ebbero motori a 125 kW anziché a 100 kW, con un rapporto al ponte più corto tale da permettere una velocità massima di 80 km/h. Le automotrici furono immatricolate nella serie An 68.111-114 ed entrarono in servizio il 4 settembre 1960. Furono i primi rotabili ad applicare la nuova livrea giallo di marte con finestratura in beige azalea, la quale rimase colorazione sociale fino all'estinzione della società.
Assieme alle quattro automotrici, giunsero dodici rimorchi AB68, a sessantotto posti, e due ABDu 32, in questo caso dotate di trentadue posti, di bagagliaio e compartimento postale.
Nel 1977 furono riclassificate come ALn 68. Le unità 111 e 113 furono accantonate nel 1983. Le altre due, nel 1988, furono accoppiate permanentemente e ricolorate con lo schema di coloritura che estendeva il beige azalea sul tetto, sull'imperiale e su un bordino sotto la finestratura. Uscirono di servizio negli anni novanta.
ALn 668 serie 120

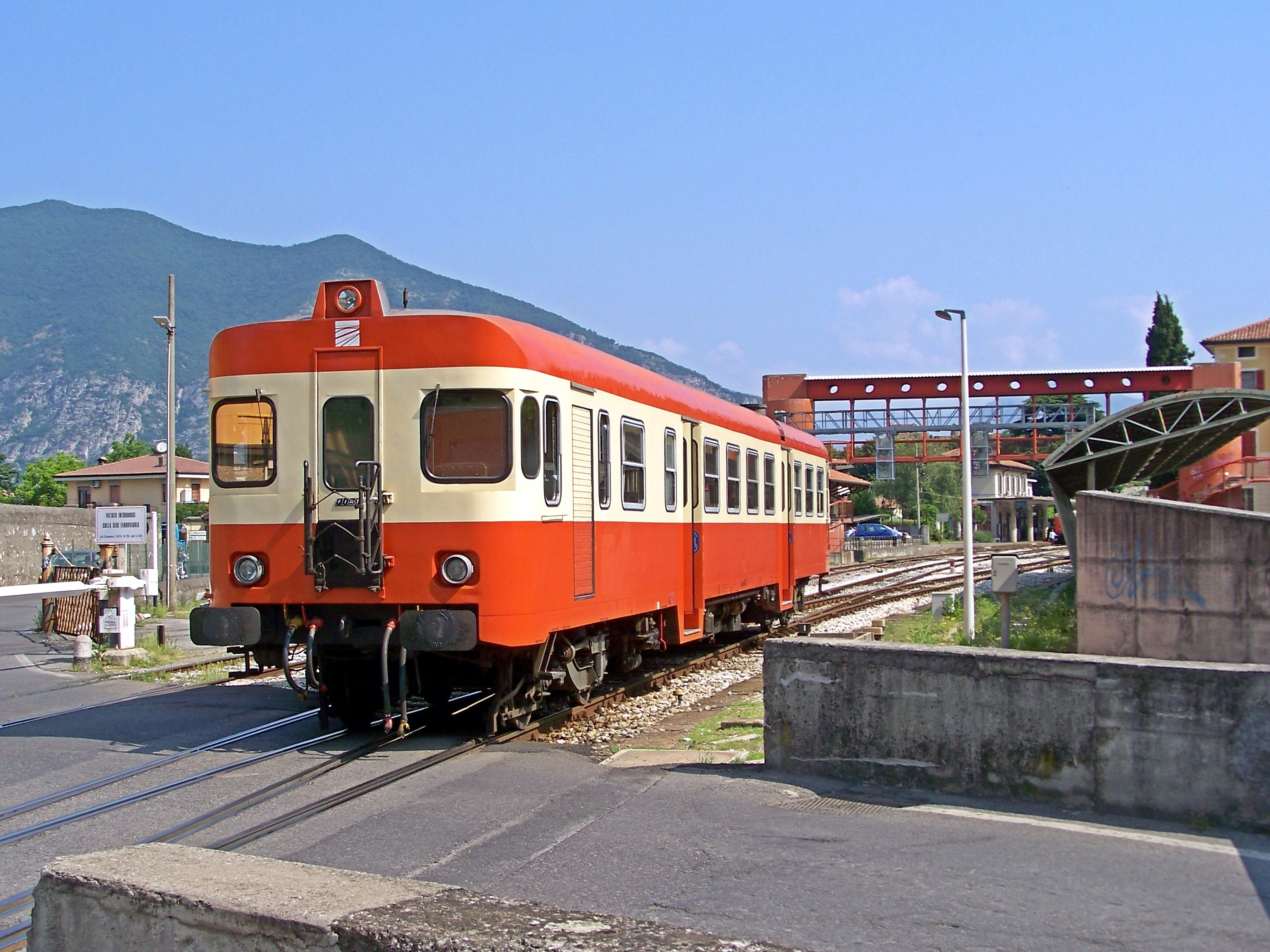
La 668.121 restaurata in livrea SNFT primo schema

A seguito dell'esigenza di accantonare le An 64, la SNFT ordinò alla FIAT due automotrici ALn 668 simili alla serie 1000 che entrarono in servizio il 18 febbraio 1980 e che furono immatricolate nella serie ALn 668.121-122. Quattro anni dopo furono acquistate altre quattro unità, immatricolate come 123-126, la cui cassa riprendeva quella delle coeve 668 serie 3100, con vestibolo centrale.
Con la liquidazione societaria, i sei esemplari passarono al parco rotabili delle FNME.
ALn 668 serie 130 e 140

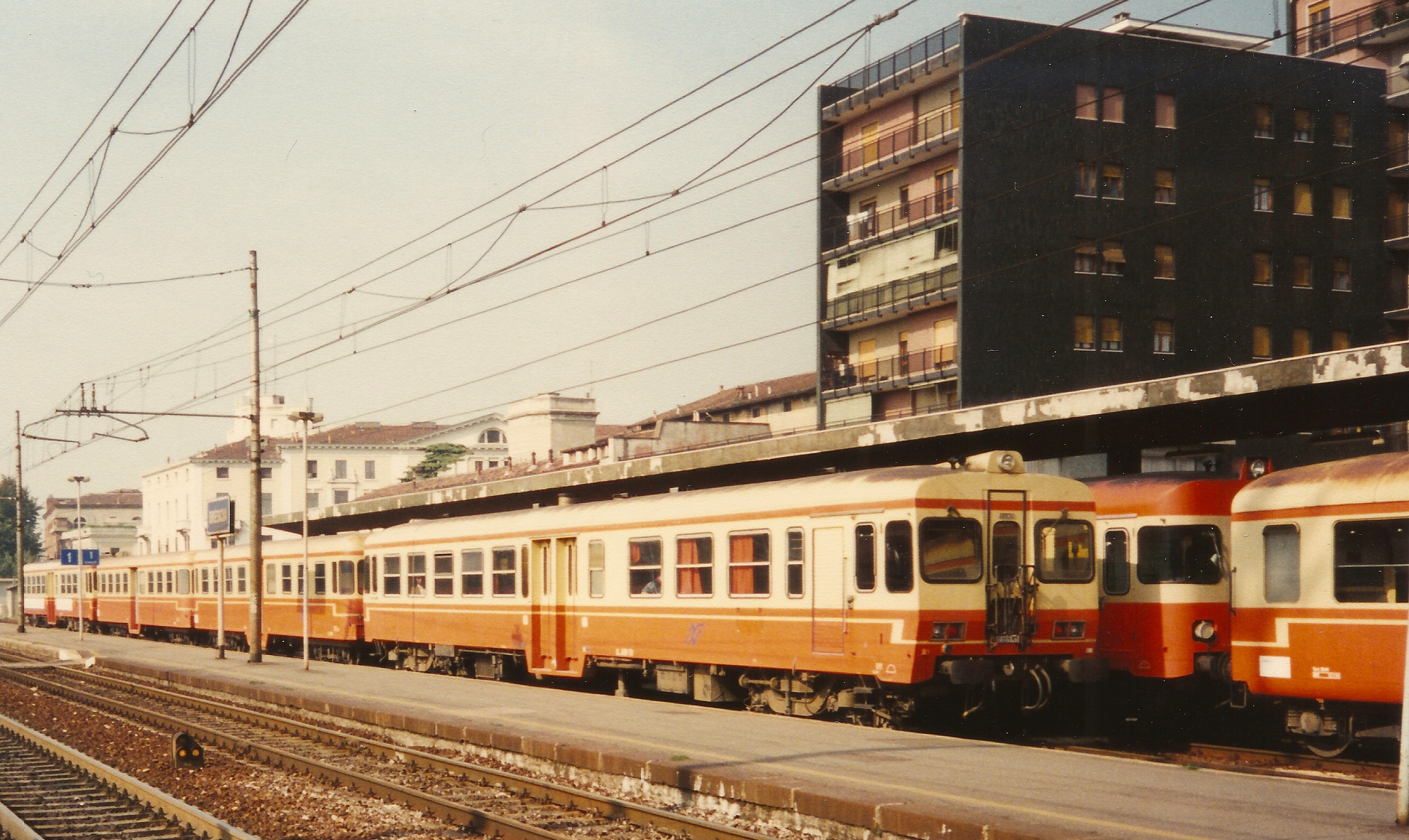
Automotrice ALn 668 serie 130

Nel 1987, nell'incertezza della chiusura della linea, ma nello stesso tempo con il possibile suo rilancio, la SNFT decise di acquistare altre due automotrici. Poiché le ALn 668 non erano più in produzione furono ordinate alla Fiat due ALn 663 che, oltre alle classiche varianti necessarie all'impiego sulla Brescia-Iseo-Edolo, come gli intercomunicanti a cancelletto e il Dispositivo Vigilante, furono dotate di 68 posti a sedere. Entrarono in servizio come ALn 668.131-132 il 21 novembre 1987.
Dall'inizio ebbero il nuovo schema di coloritura che estendeva il beige azalea sul tetto, sull'imperiale e su un bordino al di sotto della finestratura.
Nel 1991 fu acquistata una nuova unità, la 133. Tutte entrarono nel parco rotabili delle FNME nel 1993. L'anno precedente, la Società Nazionale ordinò alla Fiat per conto del Consorzio Brescia Nord sei nuove automotrici ALn 663, che entrarono in servizio sotto l'egida delle Ferrovie Nord nel marzo 1994 come ALn 668.141-146.

### Locomotive diesel
Cn 372.1

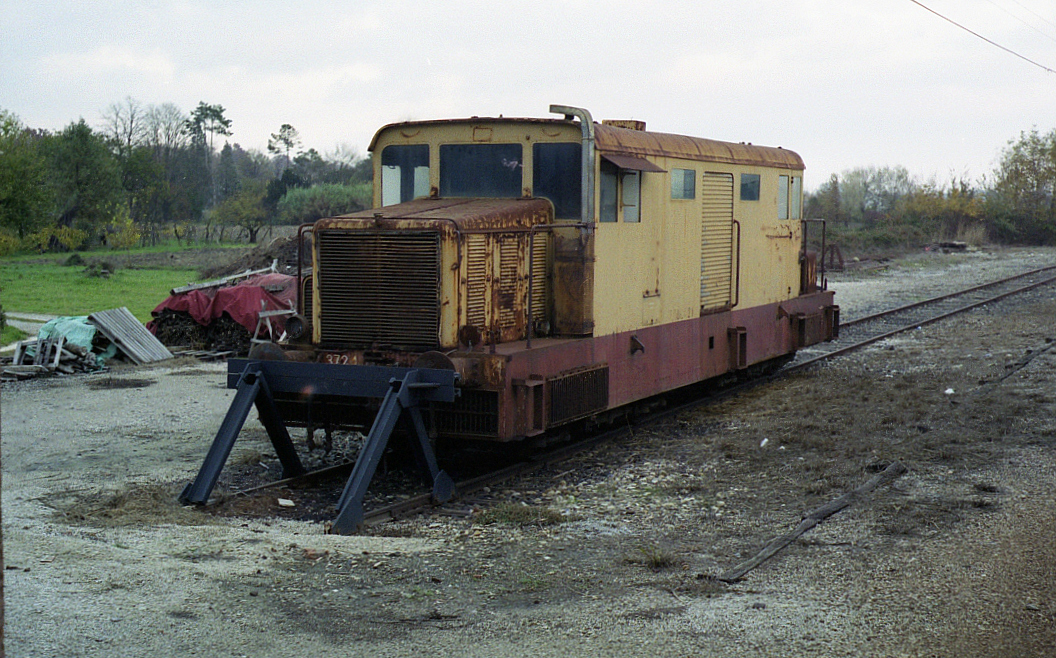
Locomotiva Cn 372.1

Allo scopo di valutare le potenziali della trazione termica anche nel trasporto di merci, nel 1950 la SNFT noleggiò una macchina diesel a due carrelli dalle FS. Si trattava di un esemplare appartenente ad un gruppo di tre macchine costruite nel 1941 dalle Officine Meccaniche di Milano per le ferrovie coloniali della Cirenaica e rimaste in Italia a seguito del rovesciamento del fronte africano.
L'unità fu immatricolata come Cn (acronimo per "Carro a nafta") 372.1. Tuttavia, la sua potenza, pari a 220 kW, era inadeguata alle necessità della SNFT che dunque la restituì alle FS. Queste ultime la cedettero alle Ferrovie Padane, avendo queste già rilevato le altre due macchine del gruppo.
Cn 501
Nel 1954, la SNFT ordinò alla Breda una locomotiva diesel con motori Isotta Fraschini di potenza complessiva di 660 kW. Immatricolata come Cn 501, fu impiegata fino al 1965 per il trasporto di merci e di treni a composizione mista lungo la direttrice Brescia-Breno.
Cne

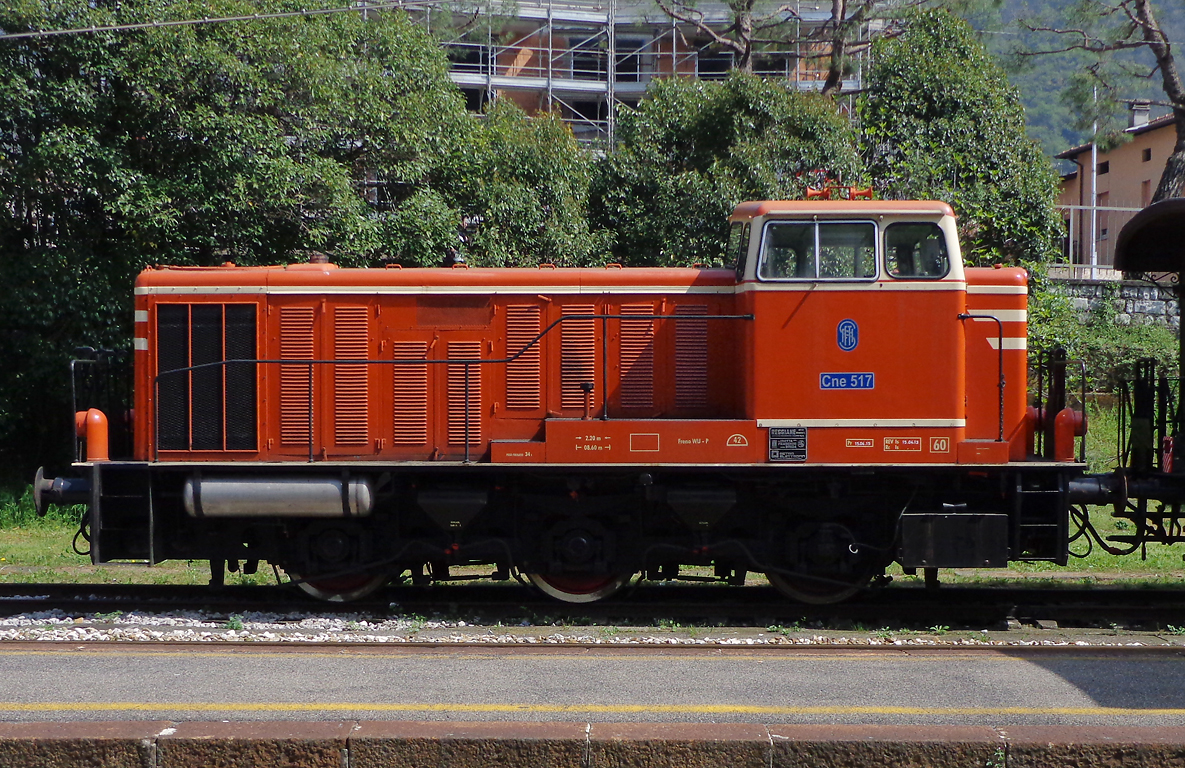
Locomotiva diesel Cne

All'inizio degli anni sessanta, la SNFT decise di affidarsi completamente alla trazione termica, per cui ordinò alla Breda sei locomotive Diesel su un progetto originale della società. I modelli furono dotati di rodiggio C e di motori Diesel dalla potenza di 400 kW; vennero immatricolati come Cne (acronimo per "Carro nafta elettrico") all'interno della serie 511-516 ed entrarono in servizio tra il 1961 e il 1963. Un settimo esemplare, immatricolato come 510, entrò in servizio nel 1964.
A seguito dell'austerity e dell'incremento del traffico merci sulla Brescia-Iseo-Edolo, la SNFT ordinò alle Officine Reggiane altre tre unità Cne, analoghe alle precedenti, ma motorizzate Isotta Fraschini. Entrarono in servizio tra il 1980 e il 1981, immatricolate nella serie 517-519. Nel 1989, le unità 511 e 514 furono accantonate per fornire pezzi di ricambio alle consorelle restanti, le quali entrarono a far parte del parco rotabili FNME nel 1993.
Cn 531

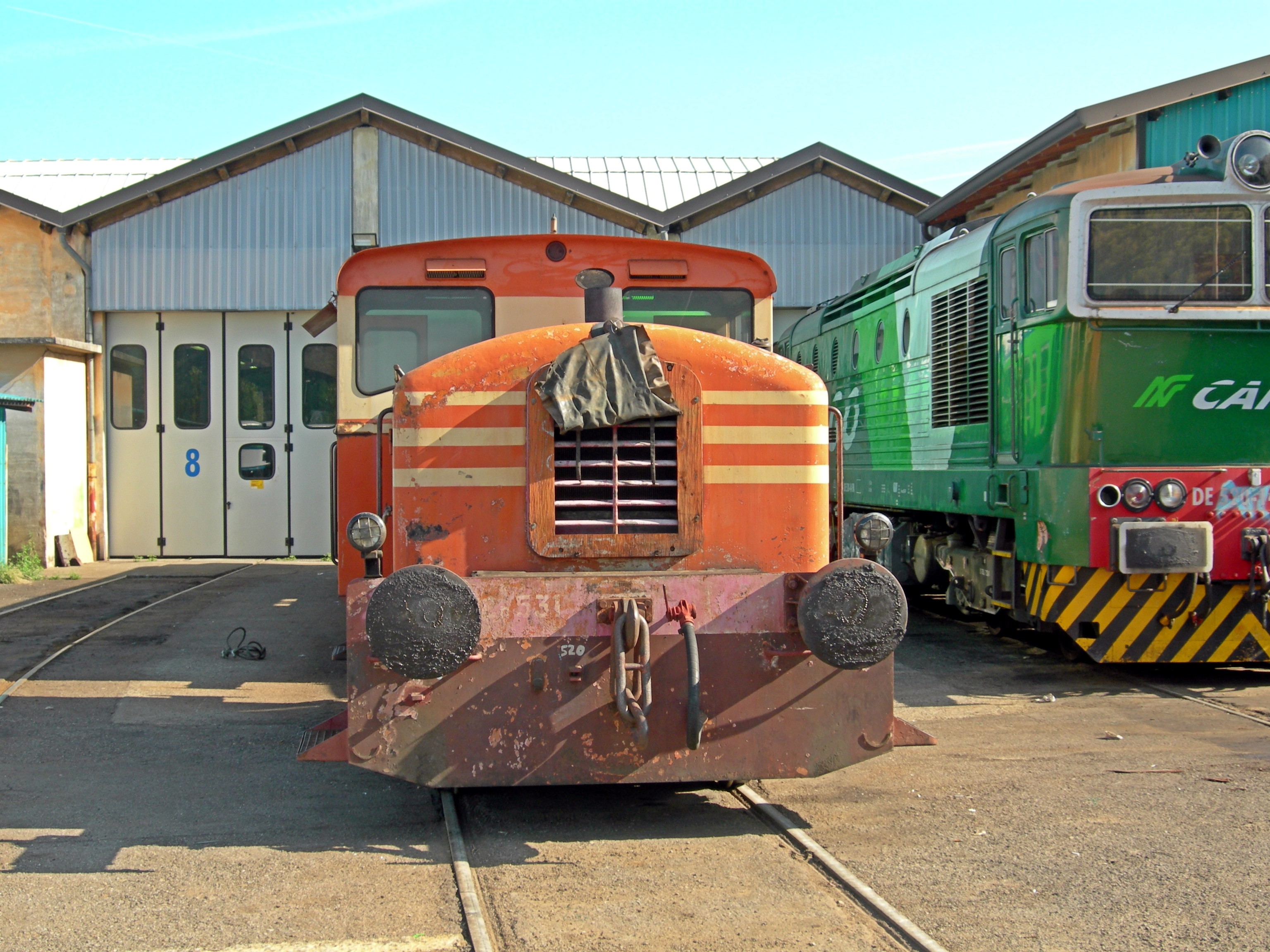
Il Cn 531

Nel 1966, la SNFT ordinò alla Antonio Badoni Lecco una locomotiva da manovra diesel a servizio dei raccordi della stazione di Borgo San Giovanni. L'esemplare entrò in servizio il 31 gennaio dell'anno seguente, immatricolato come Cn 531. Il motore sprigionava una potenza di 96 kW, mentre la velocità massima era di 20 km/h.
Anche questa unità passò al parco rotabili FNME nel 1993.
Cn 532-533
Nel 1973, la SNFT acquistò dalla FEAR, esercente la Bolzano-Caldaro, due locomotive diesel costruite dalla Jenbach nel 1963. Immatricolati nella serie Cn 532-533, i due esemplari furono impiegati nelle manovre presso i piazzali di Iseo e di Rovato Borgo. Nel 1987, l'unità 533 fu alienata.
Locomotori diesel FS e DB
Alla fine degli anni ottanta, la disponibilità di locomotori diesel da parte delle FS permise alla SNFT di ottenere in noleggio una D.343, la 2007, e una D.345, la 1075, per ridurre il carico di lavoro dei Cne nel trasporto di merci. I due mezzi entrarono in servizio il 1º febbraio 1988 per uscirne nell'ottobre dello stesso anno.
Nell'agosto 1990 la SNFT acquistò dalle Deutsche Bahn (DB) una locomotiva 220; mentre nel mese di settembre fu acquisita dalle FS una D.343, la 1034, proveniente dal deposito locomotive di Palermo. Con la liquidazione della SNFT, le due unità passarono alla FNME.